# Tel·lis
Tel·len o Tel·lis (en llatí Tellen o Tellis, en grec antic Τελλην, Τελλις) fou un flautista i poeta líric grec que va viure a la primera meitat del segle iv aC en temps d'Epaminondes de Tebes.
El seu nom va esdevenir proverbial (ἄειδε τὰ Τέλληνος "canta com "la" Tel·lis) segons conserva Zenobi, que, no obstant diu que la seva poesia, tot i que estava ben composta i amb força gràcia, era jocosa i llicenciosa. Fabricius l'inclou a la Bibliotheca Graeca.